# Erich Legler
Erich Legler (* um 1925–nach 1988) war ein deutscher Filmdramaturg und Drehbuchautor.

## Leben und Wirken
Erich Legler  verfasste 1950/1951 ein Hörspielmanuskript für den Mitteldeutschen Rundfunk.
Seit 1952 war er beim neu gegründeten DEFA-Studio für populärwissenschaftliche Filme als Dramaturg in der Trickabteilung  bei Animationsfilmen tätig. Nach deren Ausgliederung als DEFA-Studio für Trickfilme 1955 war 
er beim    populärwissenschaftlichen Studio an  Kurzdokumentarfilmen  beteiligt. 1960 drehte Erich Legler einen eigenen Film Der Altar von Pergamon, der bis in die Gegenwart gelegentlich gezeigt wird.
Auch in den folgenden Jahren wirkte er an populärwissenschaftlichen Filmen mit, von denen einige pädagogische Inhalte hatten. 1975 gab es seinen vorerst letzten Film, dem 1988 noch ein weiterer folgte.

## Filmografie (Auswahl)
Erich Legler war an über hundert DEFA-Filmen beteiligt, meist als Dramaturg bzw. Drehbuchautor.
Regie
Es sind zwei Regietätigkeiten bekannt
- 1960 Der Altar von Pergamon
- 1961 Peters Windmühle

Dramaturgie bzw. Drehbuch
- 1953 Die Streichholzballade, nur Dramaturgie
- 1955 Anziehendes